# Hans-Peter Besig
Hans-Peter Besig (* 1949 in Berlin) ist ein deutscher Cellist.

## Leben und Wirken
Sein Vater war der Gymnasiallehrer Hans Besig, sein Bruder ist der Violinist Jürgen Besig (* 1951).
Hans-Peter Besig erhielt ab 1961 unter anderem bei Inge Raba Cellounterricht und gewann 1964 den 1. Preis im Bundeswettbewerb „Jugend musiziert“. Er studierte bei Prof. Walter Reichardt Violoncello an der Hochschule für Musik und Theater München. 1971 erhielt er sein Staatsexamen mit Auszeichnung und führte das Studium mit einer Meisterklasse fort. 
1972 wurde er Mitglied im Orchester des Staatstheaters am Gärtnerplatz.
, seit 1975 als 1. Solocellist des Orchesters. 1972 gewann er den Felix-Mottl-Preis, den Förderpreis der Stadt Rosenheim und des Freistaats Bayern. 1978 war er Preisträger (für Cello und Klavier) in Florenz.

## Konzerttätigkeit
Hans-Peter Besig spielt in mehreren Ensembles, unter anderem mit der Pianistin Eva Pons.  Bei der Richard-Strauss-Nacht 1999 spielte er als Solist in Begleitung des Orchesters des Staatstheaters am Gärtnerplatz die Romanze F-Dur von Richard Strauss für Violoncello und Orchester. (Live-Übertragung des Bayerischen Rundfunk aus dem Prinzregententheater).
2001 war er zusammen mit Carl-Heinz März (Piano), Nicolai Marangozov (Violine) und Rolf Weber (Klarinette) an Aufnahmen der Werke Hermann Zilchers des Plattenlabels Largo beteiligt.
Außerdem spielte er in verschiedenen Formationen Klaviertrio, unter anderem 2014 mit Katja Lämmermann (Violine) und Freddy Kempf (Piano) und Klavierquartett, unter anderem 2017 im Messiaen-Quartett mit Lars Zolling (Klarinette), Susanne Sonnemann (Violine), Kazue Tsuzuki-Weber (Klavier).
Er unternahm mit einem Klaviertrio mehrere Konzerttourneen nach Israel und Schweden (ausgewählt vom Deutschen Musikrat).